# Paola Massarenghi
Paola Massarenghi va ser una compositora italiana nascuda el 5 d'agost de 1565. Només ha sobreviscut una de les seves obres, Quando spiega l'insegn'al sommo pare. Va ser imprès en el Llibre de Madrigali cinque voci d'Arcangelo Gherardini. La publicació es va fer a Ferrara l'any 1585, va ser dedicada a Alfonso Fontanelli i, mentre els altres contribuents figuren en la dedicatòria, el compositor Giovanni Battista Massarenghi es va quedar fora.
Massarenghi probablement procedia d'una família acomodada, ja que va ser capaç d'obtenir ajuda del Duc Ranuccio I Farnese per aconseguir una educació musical per al seu germà menor, també compositor.